# Зберігання даних

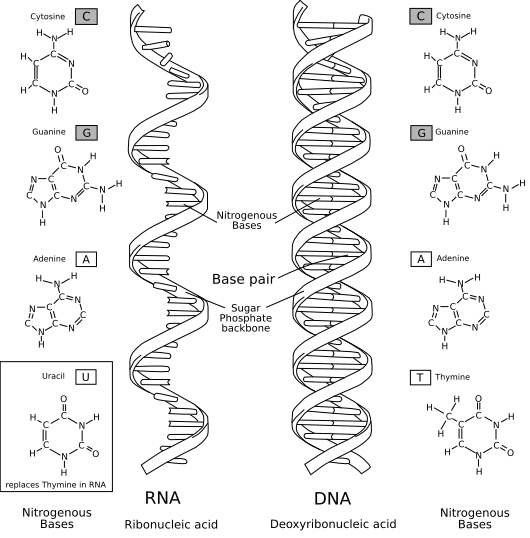
ДНК і РНК можна розглядати як біологічні носії інформації.

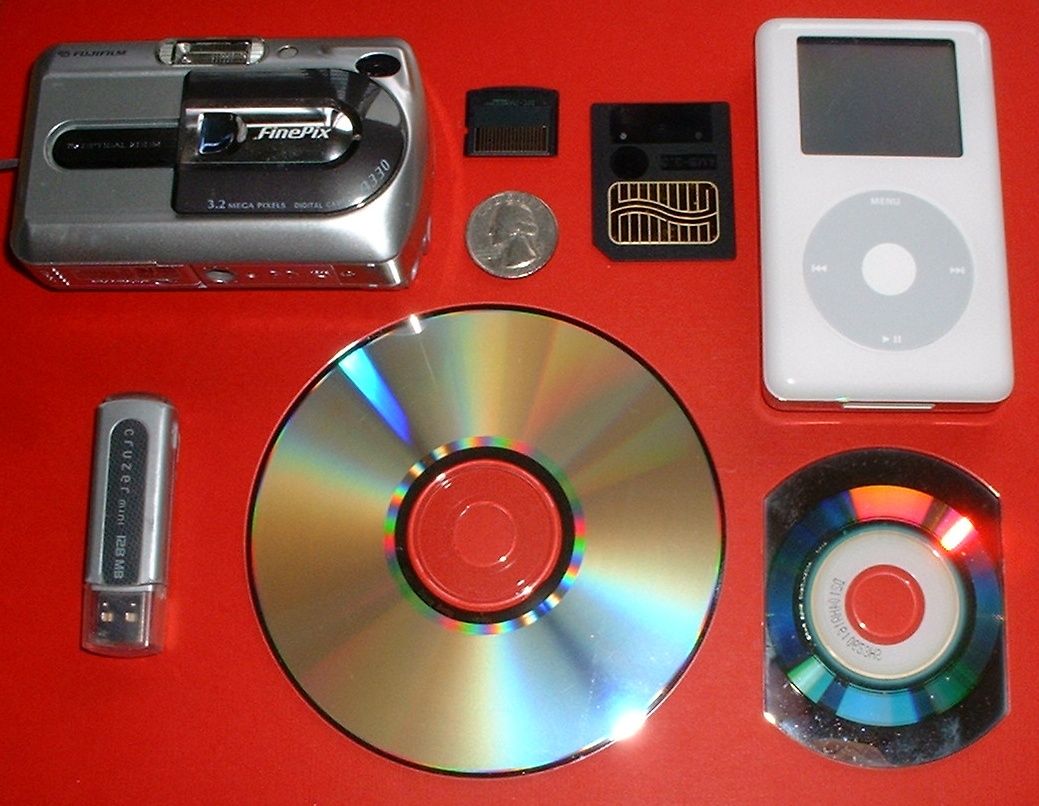
Різні електронні пристрої зберігання даних

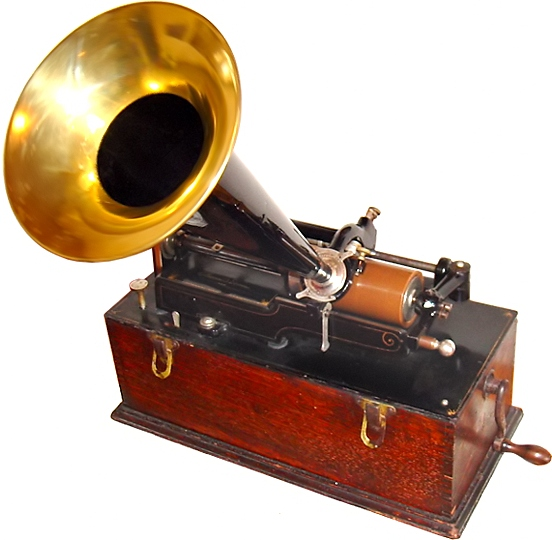
Циліндровий фонограф Едісона приблизно 1899 року. Циліндр фонографа є носієм інформації. Фонограф можна вважати пристроєм для зберігання даних, особливо якщо врахувати, що апарати цієї епохи могли записувати інформацію на чисті циліндри.

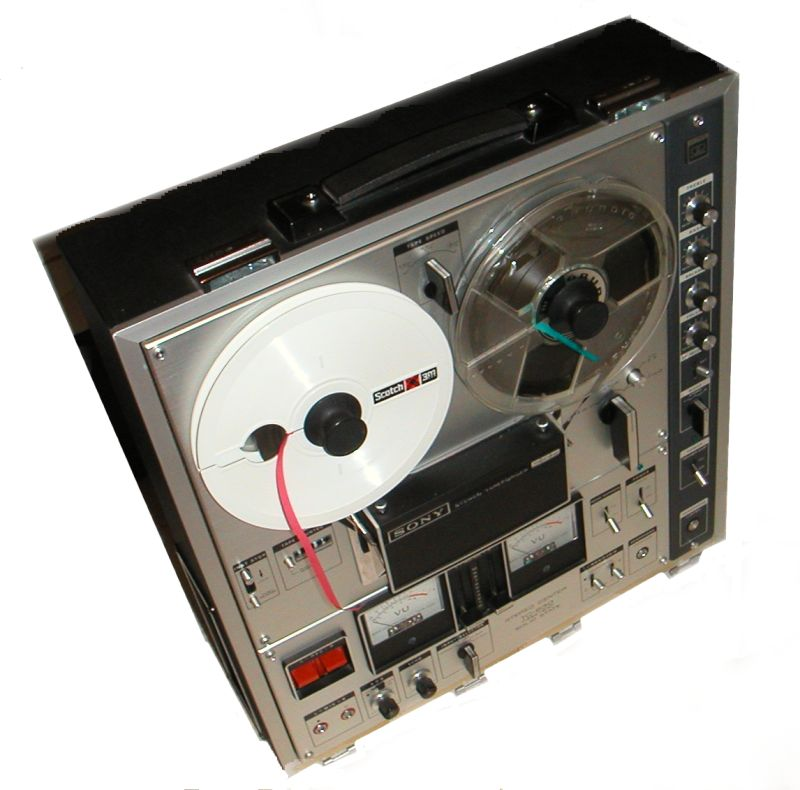
На котушковому магнітофоні (Sony TC-630) магнітофон є пристроєм для зберігання даних, а магнітна стрічка — носієм інформації.

Зберігання даних — це запис (зберігання) інформації (даних) на носії інформації. Записи від руки, фонограми, магнітні стрічки та оптичні диски є прикладами носіїв інформації. Біологічні молекули, такі як РНК і ДНК, дехто вважає сховищем даних. Запис може здійснюватися за допомогою практично будь-якої форми енергії. Для електронного зберігання даних потрібна електроенергія, щоб зберігати і видобувати дані.
Дані, що зберігаються в цифровому, машинозчитуваному середовищі, іноді називають цифровими даними. Зберігання комп'ютерних даних є однією з основних функцій комп'ютера загального призначення. Зберігання електронних документів займає значно менше місця, ніж паперових. Штрих-коди та розпізнавання символів магнітними чорнилами (MICR) — це два способи запису машинозчитуваних даних на папері.

## Записувальні носії
Записувальні носії — це фізичний матеріал, на якому зберігається інформація. Новостворена інформація поширюється і може зберігатися на чотирьох носіях — друкованих, плівкових, магнітних та оптичних, а також сприйматися в чотирьох інформаційних середовищах — телефоні, радіо, телебаченні та Інтернеті, а ще її можна безпосередньо бачити чи чути. Цифрова інформація зберігається на електронних носіях у багатьох різних форматах запису.
В електронних медіа дані та носії інформації іноді називають «програмним забезпеченням», незважаючи на те, що це слово частіше використовується для опису комп'ютерного ПЗ. У статичних засобах (традиційного мистецтва) художні матеріали, такі як крейда, можна вважати і інструментом, і носієм, оскільки віск, вугілля або крейда з обладнання стають частиною поверхні носія.
Деякі носії запису можуть бути тимчасовими за своєю конструкцією або за своєю природою. Леткі органічні сполуки можуть використовуватися для збереження навколишнього середовища або для того, щоб зробити інформацію нетривалою. Дані, такі як димові сигнали або написи в небі, є тимчасовими за своєю природою. Залежно від рівня летючості, газ (наприклад, атмосфера, дим) або рідка поверхня, така як озеро, можуть вважатися тимчасовим носієм інформації, якщо взагалі розглядаються як такі.

## Глобальний потенціал, оцифрування та тренди
У статті, опублікованій у журналі «Science» у 2011 році, зазначається, що 2002 рік став початком цифрової епохи зберігання інформації: епохи, коли на цифрових носіях збережено більше інформації, ніж на аналогових пристроях накопичення даних. У 1986 році приблизно 1 % світових потужностей для зберігання інформації були в цифровому форматі; до 1993 року ця цифра зросла до 3 %, до 2000 року — до 25 %, а до 2007 року — до 97 %. Ці цифри відповідають менш ніж трьом стиснутим ексабайтам у 1986 році та 295 у 2007 році. Кількість цифрових сховищ подвоювалася приблизно кожні три роки.
У більш вузькому дослідженні International Data Corporation підрахувала, що загальний обсяг цифрових даних у 2007 році становив 281 ексабайт, і що загальний обсяг вироблених цифрових даних вперше перевищив світову ємність для зберігання даних.